# Timepidium bromide
Timepidium bromide (INN) là một thuốc kháng cholinergic. Nitơ bậc bốn ngăn không cho nó vượt qua hàng rào máu não, do đó, nó hoạt động ngoại vi không có tác dụng phụ trung tâm.
Hợp chất tương tự sans nhóm methyl bậc bốn và metoxy ether được gọi là tipepidine.